# 拉霍伊宫
拉霍伊宫（西班牙語：Palacio de Rajoy）是西班牙加利西亚自治区拉科鲁尼亚省圣地亚哥-德孔波斯特拉的一座大宅，完成于1766年，座落在圣地亚哥-德孔波斯特拉主教座堂正门前的石匠广场（Praza do Obradoiro）。